# Correction de perspective
La correction de perspective, en photographie, est une transformation de la perspective de l'image. Elle joue sur le parallélisme des lignes de l'image.
On applique le plus souvent la correction pour éviter la convergence des verticales dans une photographie prise en contre-plongée. On obtient ainsi une perspective classique, dans un axe horizontal, équivalent de ce qu'on obtiendrait avec une chambre photographique ou un objectif à décentrement.

Cathédrale Notre-Dame de Reims
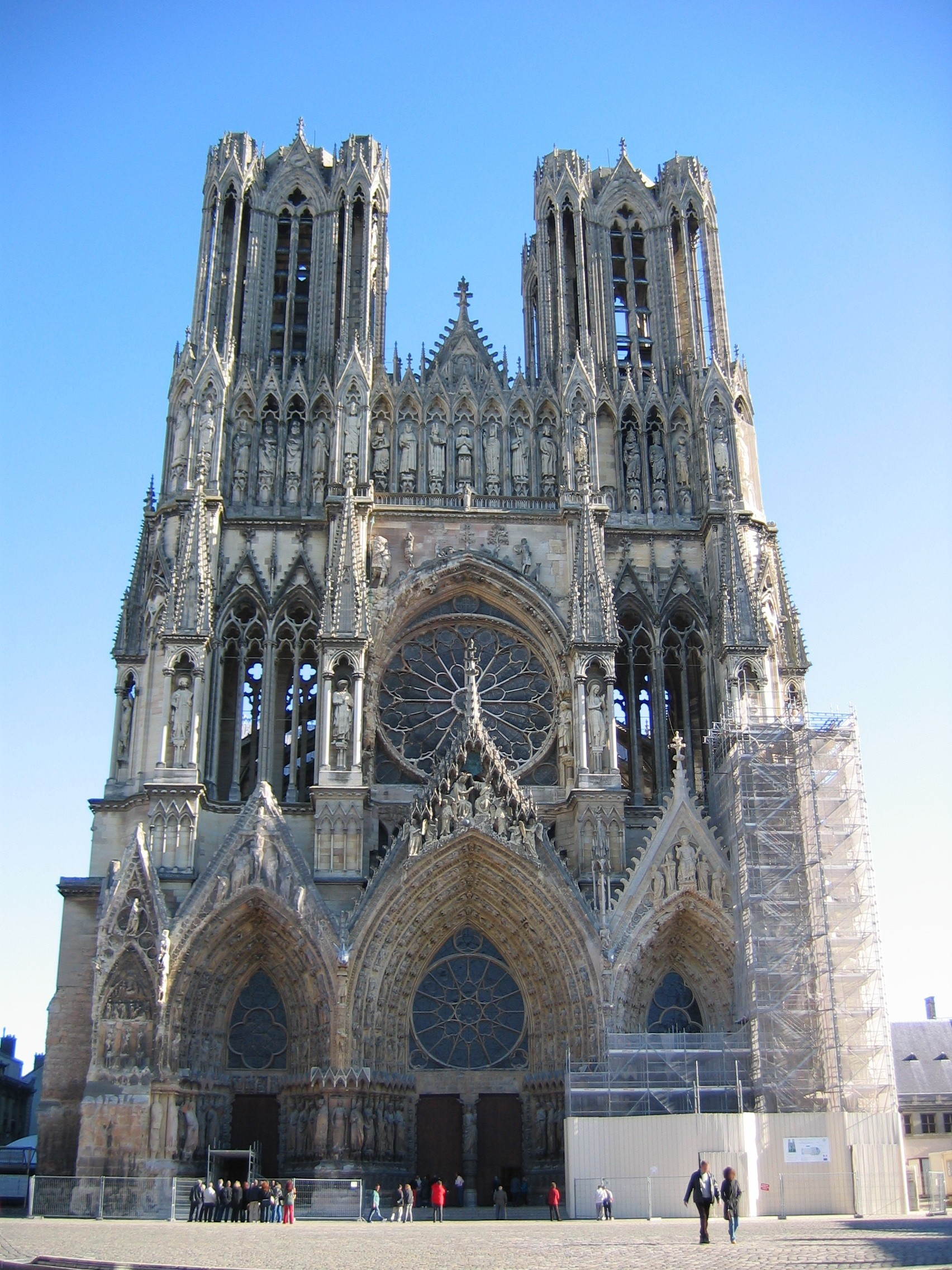
Photo en contre-plongée.
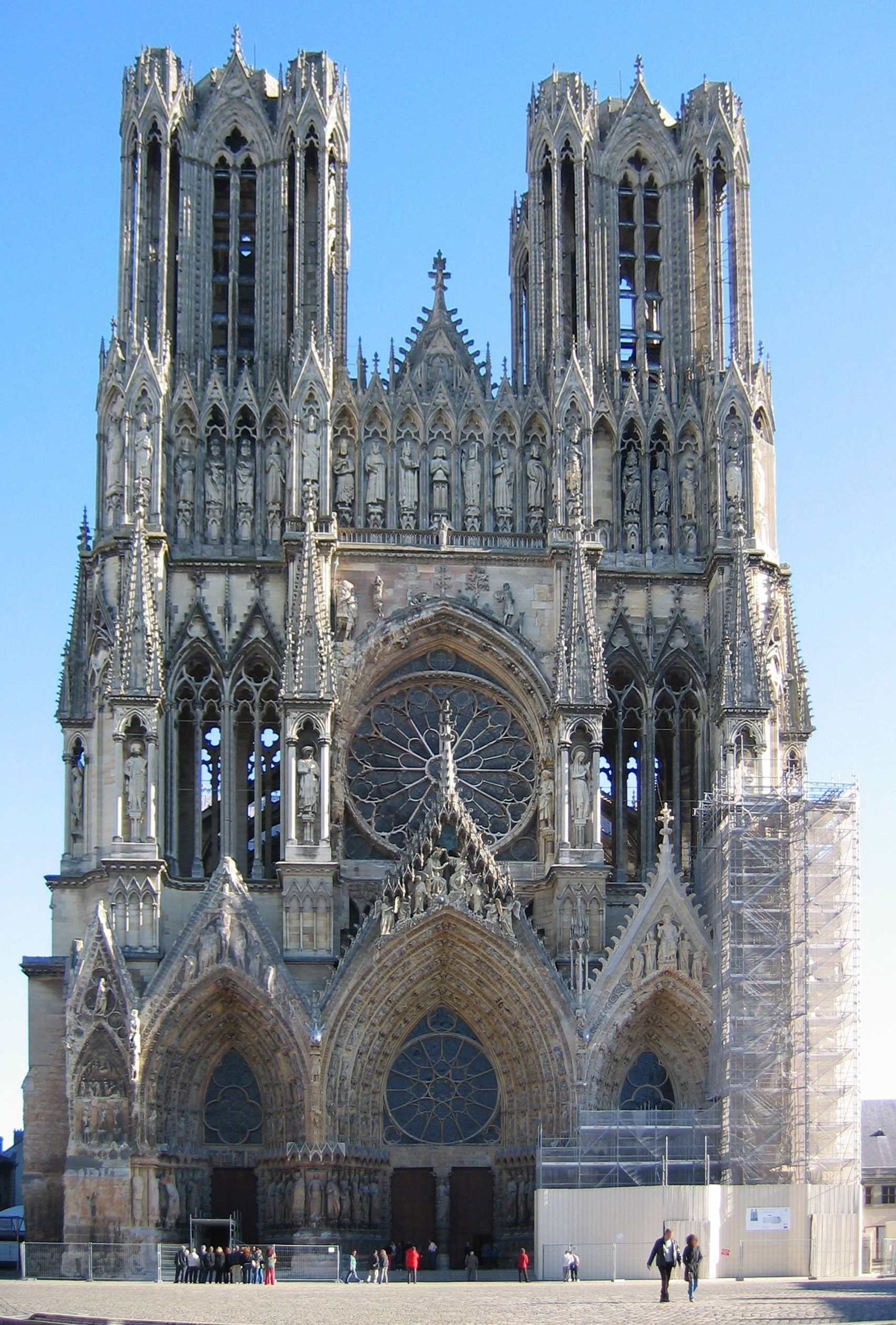
Après correction de la perspective.

La correction n'affecte pas les caractères principaux de la perspective. Le point de vue reste identique, et l'ouverture de champ ne varie pas, à moins qu'il n'y ait un recadrage. La résolution de l'image est amoindrie dans les régions que la correction a étirées.

## Application de la correction
Le cas le plus évident de correction de perspective est la prise de vue de bâtiments à partir du sol. On est amené, pour cadrer l'ensemble, à pencher l'appareil vers le haut (contre-plongée) ce qui a pour effet de faire converger les lignes verticales. Cet effet peut être recherché mais il est souvent gênant. Lorsque l'image n'est pas symétrique, les bâtiments semblent pencher, alors que nous savons que les lignes sont verticales.
Les représentations en perspective linéaire classique, d'usage depuis la Renaissance en architecture et dans les arts graphiques, se basent sur l'idée d'une « fenêtre sur le monde » verticale, avec donc un axe de vision horizontal. Pour obtenir cette apparence à partir d'une image dont l'axe est incliné, il est nécessaire de corriger la convergence des lignes verticales.
La correction de perspective peut s'effectuer de deux manières.
Correction à la prise de vueLa technique classique consiste à corriger la perspective à la prise de vue en équipant l'appareil utilisé d'un objectif à décentrement, ou avec le décentrement de l'objectif d'une chambre photographique. Cette façon de faire est la seule préserve partout la résolution, qui ne dépend que de la surface sensible et des qualités de l'objectif.
Correction après la prise de vueEn photographie argentique, on pouvait effectuer cette correction à l'agrandissement, avec un agrandisseur de format supérieur à celui du négatif. En photographie numérique, on utilise un logiciel. Tous les logiciels classiques comme Photoshop, Paint Shop Pro ou GIMP offrent un outil adapté. Il existe aussi des logiciels simples pouvant effectuer l'opération comme ShiftN. Comme pour toutes les autres corrections, les logiciels qui exploitent le format RAW laisseront moins de traces visibles. Certains appareils numériques permettent de corriger la perspective d'une photo que l'on vient de prendre.
Le but de la correction de perspective n'est pas toujours de restituer une perspective géométriquement rigoureuse mais, très souvent, d'offrir une image qui semble naturelle à l'observateur. En conséquence, il n'est pas forcément judicieux de procéder à une correction complète. Dans la photo de paysages urbains, par exemple, laisser subsister un léger angle de convergence des verticales pourra sembler plus naturel qu'une correction complète, l'observateur pouvant avoir alors l'impression que les verticales divergent. Il s'agit d'un choix esthétique.

## Principe de la correction
Le logiciel applique à l'image une matrice de transformation qui fait correspondre à chaque point de l'image corrigée un point de l'image source. Ce point a peu de chances de tomber sur un pixel défini dans la source ; le logiciel effectue une interpolation numérique. Ce principe s'applique à une quantité de transformations de l'image. Seule l'interface utilisateur traite particulièrement la correction de perspective.
Pour maintenir le même format, l'utilisateur élargit l'image dans la direction où convergent les verticales. Une partie de l'image modifiée va sortir du cadre. La résolution de l'image est amoindrie aux endroits élargis. Ce n'est pas en général gênant ; cette partie correspond à des objets plus lointains.